# チミンダイン郡区
チミンダイン郡区 （ビルマ語: ကြည့်မြင်တိုင် မြို့နယ်、英語: Kyimyindaing Township）はミャンマー ヤンゴン市 ヤンゴン西部県にある郡区。郡区は21の小区（Ward）によって構成される。郡区の北はカマユ郡区、西はヤンゴン川を越えてトゥワンテ郡区、東はサンチャウン郡区、南はアロン郡区に接する。チミンダイン郡区には小学校15校、中学校3校、高等学校5校がある。

## 主な建築物
ヤンゴン市開発委員会が保全しているチミンダイン郡区の建築学的重要な建物、建築物は以下の通り。
| 建築物                                     | 種類   | 所在地                         | 記 |
| ------------------------------------------ | ------ | ------------------------------ | -- |
| オーンビンダン・スンニー・ジャマー・モスク | モスク | オーンビン通り 1-11            |    |
| 聖ミカエル教会                             | 教会   | アッパー・チミンダイン通り 153 |    |
| サリン僧院布薩堂                           | 僧院   | パンビンヂー通り               |    |